# Bendik Rugaas
Bendik Rugaas (* 31. Dezember 1942 in Sør-Varanger; † 5. Mai 2025 in Oslo) war ein norwegischer Politiker der Arbeiderpartiet (Ap) und Bibliothekar. Von November 1996 bis Oktober 1997 war er norwegischer Planungsminister. Zudem war er Chefbibliothekar der Universitätsbibliothek Oslo und später der Nationalbibliothekar Norwegens.

## Leben
Rugaas wuchs in Kirkenes in der nordnorwegischen Kommune Sør-Varanger auf. Seine Schulzeit beendete er im Jahr 1961 und begann anschließend an der Universität Oslo zu studieren. Sein Studium mit dem Hauptfach Pädagogik beendete er 1967. Es folgte 1971 der Abschluss an der staatlichen Bibliothekshochschule (Statens bibliotekskole). Von 1967 bis 1968 arbeitete er als Dozent an der Statens Lærerskole und bei der Behörde Rikstrygdeverket. Danach war er von 1969 bis 1975 als Dozent an der Statens bibliotekskole tätig und anschließend bis 1981 als deren Rektor. In der Zeit von 1972 bis 1976 stand er der norwegischen Forschungsbibliothekarsvereinigung (Norsk Forskningsbibliotekarforening) vor.
Nach seiner Zeit dort war er Chefbibliothekar an der Universitätsbibliothek in Oslo, danach Reichsbibliothekar und anschließend Nationalbibliothekar. Als solcher beschloss Rugaas unter anderem an der Gründung der Nationalbibliothek in Rana. Zwischen 1988 und 1992 war er Vizepräsident der Conference of Directors of National Libraries. Er fungierte danach bis 1996 als Präsident der Konferenz. Am 29. November 1996 wurde er als Nachfolger von Terje Rød-Larsen in der Regierung Jagland zum neuen Minister für Planung und Koordination ernannt. Rugaas galt als überraschende Ernennung. Das Amt übte er zunächst im Verwaltungsministerium aus, bevor es zum 1. Januar 1997 in das Ministerium für Planung und Koordination umgesiedelt wurde. Rugaas schied am 17. Oktober 1997 im Rahmen des Abgangs der Regierung von seinem Posten aus.
Mit dem Ende seiner Zeit in der Regierung kehrte er zu seiner Stelle als Nationalbibliothekar zurück. Im Jahr 2001 wurde er zum Generaldirektor für Bildung, Kultur, Jugend und Sport im Europarat ernannt. Von 2004 bis 2006 war er Botschaftsrat für Kultur in der norwegischen Botschaft in Washington, D.C.
Rugaas starb im Mai 2025 im Alter von 82 Jahren.